# اضطراب شرجي مستقيمي
أمراض المستقيم والشرج
هناك أمراض كثيرة تصيب المستقينم والشرج و منها:Maladies Proctologiques
- الدملة الشرجية ABCES ANAL
- عناقيد الشرج CONDYLOMES DE L'ANUS
- التشقق الشرجي FISSURE ANALE
- الناسور المستقيمي- المهبلي FISTULE RECTO-VAGINALE
- الحلأ الشرجي HERPÈS ANAL
- سلس البراز INCONTINENCE FÉCALE
- سلس البراز بعد الولادة INCONTINENCE FÉCALE APRÈS L'ACOUCHEMENT
- دبل مناخي LYMPHOGRANULOMATOSE VÉNÉRIENNE
- داء كرون MALADIE DE CROHN : LESIONS ANOPERINALES
- داء فرنوي MALADIE DE VERNEUIL
- البواسير MALADIE HEMORROIDAIRE
- MARISQUE
- ملتزمة قناة آلكوك NÉVRALGIE PUDENDALE OU SYNDROME DU CANAL D'ALCOCK
- تكيس PNEUMATOSE KYSTIQUE COLIQUE DU RECTUM
- تشعب POLYPOSE ADÉNOMATEUSE FAMILIALE
- خروج المستقيم PROLAPSUS DU RECTUM
- تقرح PRURIT ANAL
- خروج المستقيم في المهبل RECTOCELE
- التهاب القولون التقرحي RECTOCOLITE HEMORRAGIQUE ET TRAITEMENT
- جيب SINUS PILONIDAL
- مرض الزهري SYPHILIS
- خثرة باسورية THROMBOSE HEMORROÏDAIRE